# Liste der Ober- und Mittelzentren in Sachsen
Die Liste der Ober- und Mittelzentren in Sachsen listet alle Oberzentren und Mittelzentren in Sachsen auf. Grundlage ist der Landesentwicklungsplan Sachsen 2003.
Bei den Mittelzentren sind sowohl die Mittelzentren (Art: M, Anzahl: 16) als auch die Mittelzentren im Verdichtungsraum (Art: MVR, Anzahl: 12) und die Mittelzentren als Ergänzungsstandort im Ländlichen Raum (Art: MELR, Anzahl: 10) aufgeführt.
Insgesamt verfügt Sachsen über folgende Zentrale Orte höherer Hierarchiestufen:
- 6 Oberzentren, davon 1 Oberzentraler Städteverbund mit 3 Städten,
- 38 Mittelzentren, davon 3 Mittelzentrale Städteverbünde mit 3, 4 bzw. 6 Städten. In zwei der drei Verbünden befindet sich je eine Gemeinde.

Die Einträge sind alphabetisch sortiert.

## Oberzentren
| Zentrum                                                     | Landkreis        |
| ----------------------------------------------------------- | ---------------- |
| Chemnitz                                                    | Kreisfreie Stadt |
| Dresden                                                     | Kreisfreie Stadt |
| Leipzig                                                     | Kreisfreie Stadt |
| Plauen                                                      | Vogtlandkreis    |
| Zwickau                                                     | Zwickau          |
| Oberzentraler Städteverbund Bautzen – Görlitz – Hoyerswerda | Bautzen, Görlitz |

## Mittelzentren
| Zentrum                                                                                              | Art  | Landkreis                        |
| --- | ---- | -------------------------------- |
| Annaberg-Buchholz                                                                                    | M    | Erzgebirgskreis                  |
| Borna                                                                                                | M    | Leipzig                          |
| Coswig                                                                                               | MVR  | Meißen                           |
| Crimmitschau                                                                                         | MVR  | Zwickau                          |
| Delitzsch                                                                                            | M    | Nordsachsen                      |
| Dippoldiswalde                                                                                       | MELR | Sächsische Schweiz-Osterzgebirge |
| Döbeln                                                                                               | M    | Mittelsachsen                    |
| Eilenburg                                                                                            | MELR | Nordsachsen                      |
| Freiberg                                                                                             | M    | Mittelsachsen                    |
| Freital                                                                                              | MVR  | Sächsische Schweiz-Osterzgebirge |
| Glauchau                                                                                             | M    | Zwickau                          |
| Grimma                                                                                               | M    | Leipzig                          |
| Großenhain                                                                                           | MELR | Meißen                           |
| Kamenz                                                                                               | M    | Bautzen                          |
| Limbach-Oberfrohna                                                                                   | MVR  | Zwickau                          |
| Löbau                                                                                                | MELR | Görlitz                          |
| Marienberg                                                                                           | MELR | Erzgebirgskreis                  |
| Markkleeberg                                                                                         | MVR  | Leipzig                          |
| Meißen                                                                                               | M    | Meißen                           |
| Mittweida                                                                                            | MELR | Mittelsachsen                    |
| Niesky                                                                                               | MELR | Görlitz                          |
| Oelsnitz/Vogtl.                                                                                      | MELR | Vogtlandkreis                    |
| Oschatz                                                                                              | MELR | Nordsachsen                      |
| Pirna                                                                                                | M    | Sächsische Schweiz-Osterzgebirge |
| Radeberg                                                                                             | MVR  | Bautzen                          |
| Radebeul                                                                                             | MVR  | Meißen                           |
| Reichenbach im Vogtland                                                                              | MVR  | Vogtlandkreis                    |
| Riesa                                                                                                | M    | Meißen                           |
| Schkeuditz                                                                                           | MVR  | Nordsachsen                      |
| Stollberg/Erzgeb.                                                                                    | MVR  | Erzgebirgskreis                  |
| Torgau                                                                                               | M    | Nordsachsen                      |
| Weißwasser/Oberlausitz                                                                               | M    | Görlitz                          |
| Werdau                                                                                               | MVR  | Zwickau                          |
| Wurzen                                                                                               | MELR | Leipzig                          |
| Zittau                                                                                               | M    | Görlitz                          |
| Mittelzentraler Städteverbund Göltzschtal (Auerbach/Vogtl., Ellefeld, Falkenstein/Vogtl., Rodewisch) | M    | Vogtlandkreis                    |
| Städteverbund Sachsenring (Hohenstein-Ernstthal – Lichtenstein – Oberlungwitz)                       | MVR  | Zwickau                          |
| Städtebund Silberberg (Aue-Bad Schlema – Lauter-Bernsbach – Lößnitz – Schneeberg – Schwarzenberg)    | M    | Erzgebirgskreis                  |

Als Städtebund zwischen den eigenständigen Mittelzentren Reichenbach sowie Greiz in Thüringen und den Städten Netzschkau und Elsterberg existiert auch der Städteverbund Nordöstliches Vogtland.

## Einwohnerentwicklung in den Ober- und Mittelzentren in Sachsen
Die folgende Tabelle enthält die Bevölkerungsentwicklung in den sächsischen Städten, welche als Ober- und Mittelzentren bezeichnet werden. Diese Tabelle ist absteigend nach der Bevölkerungsgröße in den jeweiligen Städten sortiert. Die aktuellsten Daten liegen derzeit von September 2020 vor, daneben wird die prozentuale Veränderung der Bevölkerung seit 1995 angegeben.
| Stadt                | 1995    | 2001    | 2011    | 2020    | Veränderung seit 1995 |
| -------------------- | ------- | ------- | ------- | ------- | --------------------- |
| Leipzig              | 519.710 | 493.052 | 502.979 | 597.493 | +15,0 %               |
| Dresden              | 495.424 | 478.631 | 512.354 | 556.227 | +12,3 %               |
| Chemnitz             | 288.268 | 255.798 | 240.253 | 244.401 | −15,2 %               |
| Zwickau              | 111.498 | 101.726 | 93.081  | 87.516  | −21,5 %               |
| Plauen               | 73.021  | 71.155  | 64.468  | 64.014  | −12,3 %               |
| Görlitz              | 67.980  | 60.264  | 54.441  | 55.784  | −17,9 %               |
| Freiberg             | 47.472  | 45.228  | 39.825  | 39.948  | −15,8 %               |
| Freital              | 39.368  | 39.937  | 38.388  | 39.405  | +0,1 %                |
| Pirna                | 43.105  | 41.432  | 37.451  | 38.284  | −11,2 %               |
| Bautzen              | 47.354  | 42.688  | 40.273  | 38.006  | −19,7 %               |
| Radebeul             | 30.826  | 32.241  | 33.201  | 33.843  | +9,8 %                |
| Hoyerswerda          | 60.595  | 47.917  | 36.107  | 31.790  | −47,5 %               |
| Riesa                | 42.629  | 38.567  | 32.539  | 29.256  | −31,4 %               |
| Meißen               | 32.200  | 28.982  | 27.055  | 28.231  | −12,3 %               |
| Grimma               | 33.718  | 33.129  | 29.271  | 28.149  | −16,5 %               |
| Delitzsch            | 29.853  | 28.735  | 25.361  | 24.755  | −17,1 %               |
| Zittau               | 35.692  | 32.048  | 26.777  | 24.738  | −30,7 %               |
| Markkleeberg         | 20.415  | 23.087  | 23.672  | 24.664  | +20,8 %               |
| Limbach-Oberfrohna   | 27.453  | 27.257  | 24.721  | 23.711  | −13,6 %               |
| Döbeln               | 30.095  | 27.843  | 24.485  | 23.467  | −22,0 %               |
| Glauchau             | 28.128  | 27.047  | 23.578  | 21.965  | −21,9 %               |
| Coswig               | 24.955  | 23.435  | 20.689  | 20.694  | −17,1 %               |
| Werdau               | 27.054  | 25.595  | 21.712  | 20.471  | −24,3 %               |
| Reichenbach (Vogtl.) | 28.834  | 26.298  | 22.399  | 20.198  | −30,0 %               |
| Aue-Bad Schlema      | 27.851  | 24.861  | 22.038  | 20.084  | −27,9 %               |
| Torgau               | 24.291  | 23.270  | 20.700  | 19.768  | −18,6 %               |
| Annaberg-Buchholz    | 25.980  | 24.103  | 21.105  | 19.393  | −25,4 %               |
| Borna                | 25.486  | 23.858  | 19.784  | 19.120  | −25,0 %               |
| Radeberg             | 18.116  | 18.683  | 18.039  | 18.597  | +2,7 %                |
| Crimmitschau         | 24.505  | 23.104  | 20.078  | 18.167  | −25,9 %               |
| Schkeuditz           | 18.718  | 19.027  | 16.922  | 18.287  | −2,3 %                |
| Großenhain           | 23.153  | 22.134  | 18.797  | 18.062  | −22,0 %               |
| Kamenz               | 21.209  | 21.294  | 17.808  | 16.998  | −19,9 %               |
| Marienberg           | 21.374  | 20.269  | 18.033  | 16.716  | −21,8 %               |
| Wurzen               | 20.276  | 18.702  | 16.928  | 16.211  | −20,0 %               |
| Auerbach (Vogtl.)    | 24.166  | 22.268  | 19.604  | 18.048  | −25,3 %               |
| Schwarzenberg        | 23.601  | 21.157  | 18.109  | 16.168  | −31,5 %               |
| Eilenburg            | 20.389  | 18.378  | 15.794  | 15.662  | −23,2 %               |
| Weißwasser           | 31.745  | 24.815  | 18.175  | 15.640  | −50,7 %               |
| Mittweida            | 17.839  | 16.890  | 15.385  | 14.356  | −19,5 %               |
| Löbau                | 20.678  | 19.013  | 16.019  | 14.347  | −30,6 %               |
| Hohenstein-Ernstthal | 17.576  | 17.132  | 15.476  | 14.310  | −18,6 %               |
| Dippoldiswalde       | 15.763  | 16.264  | 14.617  | 14.180  | −10,0 %               |
| Oschatz              | 18.360  | 17.102  | 15.164  | 13.917  | −24,2 %               |
| Schneeberg           | 18.716  | 17.662  | 14.953  | 13.790  | −26,3 %               |
| Stollberg (Erz.)     | 14.254  | 13.527  | 11.609  | 11.235  | −21,2 %               |
| Lichtenstein         | 14.448  | 14.205  | 12.393  | 11.087  | −23,3 %               |
| Oelsnitz (Vogtl.)    | 13.002  | 12.554  | 11.208  | 10.045  | −22,7 %               |
| Niesky               | 12.264  | 11.764  | 9.936   | 9.198   | −25,0 %               |
| Lauter-Bernsbach     | 9.969   | 9.875   | 9.108   | 8.524   | −14,5 %               |
| Lößnitz              | 12.555  | 11.068  | 9.364   | 8.074   | −35,7 %               |
| Falkenstein (Vogtl.) | 10.414  | 9.796   | 8.652   | 7.888   | −24,3 %               |
| Rodewisch            | 8.407   | 7.793   | 6.845   | 6.361   | −24,3 %               |
| Oberlungwitz         | 7.244   | 7.037   | 6.195   | 5.851   | −19,2 %               |
| Ellefeld             | 3.326   | 3.259   | 2.792   | 2.529   | −24,0 %               |